# Prolikopenska izomeraza
Prolikopenska izomeraza (EC 5.2.1.13, CRTISO, karoten cis-trans izomeraza, ZEBRA2 (gen), karotenska izomeraza, karotenoidna izomeraza) je enzim sa sistematskim imenom 7,9,7',9'-tetracis-likopen cis-trans-izomeraza. Ovaj enzim katalizuje sledeću hemijsku reakciju
7,9,7',9'-tetracis-likopen {\displaystyle \rightleftharpoons } sve-trans-likopen
Za dejstvo ovog enzima je neophodan FADH2.

## Literatura
- Nicholas C. Price; Lewis Stevens (1999). Fundamentals of Enzymology: The Cell and Molecular Biology of Catalytic Proteins (Third изд.). USA: Oxford University Press. ISBN 019850229X.
- Eric J. Toone (2006). Advances in Enzymology and Related Areas of Molecular Biology, Protein Evolution (Volume 75 изд.). Wiley-Interscience. ISBN 0471205036.
- Branden C; Tooze J. Introduction to Protein Structure. New York, NY: Garland Publishing. ISBN 0-8153-2305-0.
- Irwin H. Segel. Enzyme Kinetics: Behavior and Analysis of Rapid Equilibrium and Steady-State Enzyme Systems (Book 44 изд.). Wiley Classics Library. ISBN 0471303097.

## Spoljašnje veze
- Prolycopene+isomerase на 